# مردم چام
چام‌ها یا مردم چام (چامی: اوراڠ چامفا، Urang Campa، ویتنامی: người Chăm / người Chàm، خمر: ជនជាតិចាម) یک گروه قومی در آسیای جنوب شرقی هستند. آن‌ها بین استان‌های کامپونگ چام در کامبوج و پانگ رانگ-تاپ چام، فان تیت، هوشی مین و استان گیانگ در کشور ویتنام پراکنده‌اند. حدود ۴٬۰۰۰ چام در تایلند زندگی می‌کنند که بسیاری از آنان مهاجرانی هستند که برای کار به استان‌های پاتانی، ناراتیوات، یالا و سونگخلا نقل مکان کرده‌اند. مردم چام هسته اصلی مسلمانان دو کشور کامبوج و ویتنام را تشکیل می‌دهند.
مردمان چامی امروزی بقایای حکومت چامپا از حکومت‌های تاریخی منطقه هستند. چام‌ها ارتباط نزدیکی مردم آسترونزیایی دارند و به زبان چامی گفتگو می‌کنند که یکی از زبان‌های مالایو پلینزی از خانواده زبانهای آسترونزیا است.

## تاریخچه

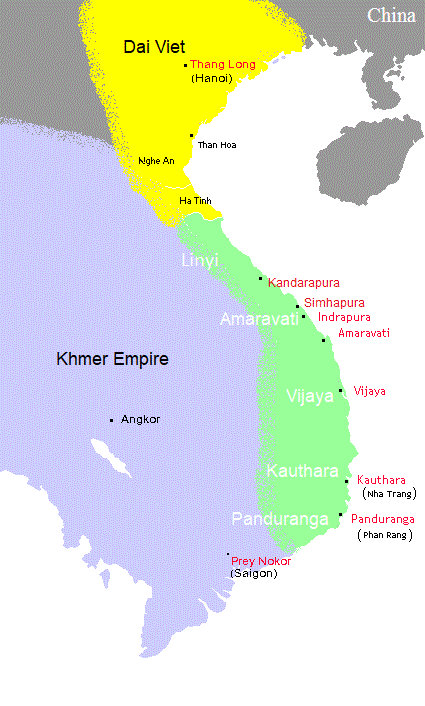
گستره تاریخی پادشاهی چامپا (رنگ سبز) در حدود ۱۱۰۰ میلادی.

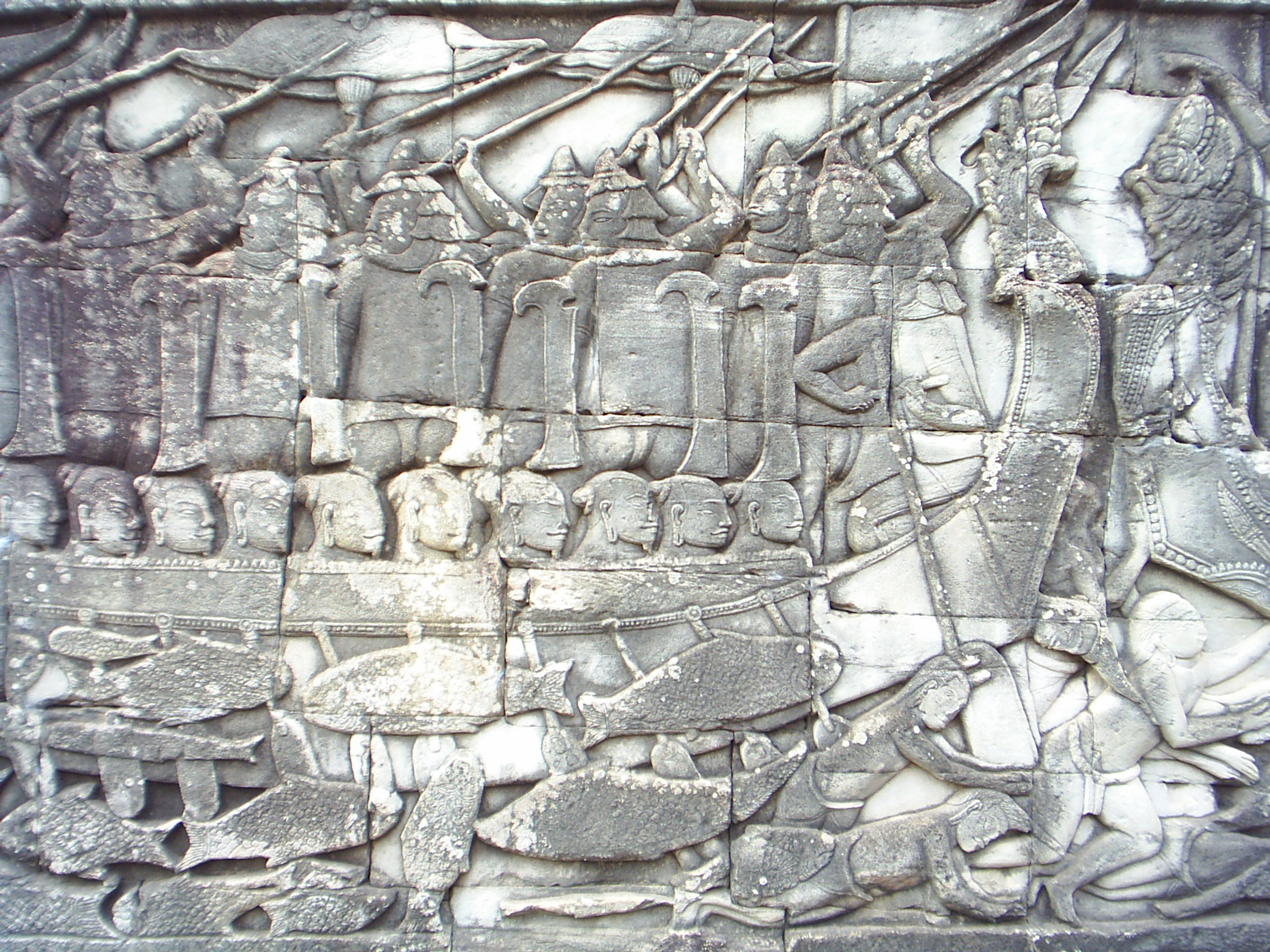
تصویری از مبارزه جنگجویان چام در برابر خمرها.

اجداد چام‌ها احتمالاً از جزیره بورنئو مهاجرت کرده‌اند. سوابق موجود از مردمان چامپا به قرن دوم میلادی بر می‌گردد. پادشاهی چامپا در قرن نهم میلادی در اوج قدرت بود و از هوئه (Huế) در شمال تا دلتای مکونگ در جنوب ویتنام را اداره می‌کرد. چامپا رفاه خود را از درآمد دریایی در تجارت چوب صندل و بردگان و احتمالاً شامل دزدی دریایی هم می‌شده‌است.
سنت‌های چام بیانگر این است که مؤسس ایالت چام بانو پو نگار بوده‌است. او دختر از یک خانواده دهقان در کوه‌های دای آن در استان Khánh Hòa (خان هوا) بود. 
پادشاهی چمپا پادشاهی تحت نفوذ هند بود اما چام‌ها در قرن ۱۱ از آیین هندو به اسلام گرویدند. این را می‌توان در معماری معابد چام دید.
در قرن ۱۲ امپراتوری چام یک سری جنگ با امپراتوری خمر در سمت غرب داشت.
در جنگ چام با ویتنام در سال ۱۴۷۱، چام‌ها شکست خوردند و ۱۲۰٬۰۰۰ آن‌ها دستگیر یا کشته شدند و پادشاهی چام به فضایی محدود در نها ترانگ محدود شد و نیز بسیاری از چام‌ها مجبور به فرار به کامبوج شدند.

### ظهور دوره ویتنام
در ۱۸۰۰ سده‌های و ۱۷۰۰ چام‌های کامبوجی در ناحیه بانکوک تایلند ساکن بودند.
پیشروی‌های بعدی ویتنام در سال ۱۷۲۰ منجر به انحلال پادشاهی چام شد.
در سال ۱۸۳۲ امپراتور ویتنام مین مانگ آخرین بقایای پادشاهی چام را ضمیمه ویتنام کرد؛ که این کار موجب اعتراض رهبر دینی مسلمانن چام کاتیب سوماً (Katip Suma) شد که منجر به اعلام جهاد در برابر ویتنام شد. در عوض برای مبارزه با اعتقادات مذهبی چام‌ها، نیروهای ویتنامی مارمولک و گوشت خوک به مسلمانان و گوشت گاو به هندوها می‌دادند تا هم آن‌ها را مجازات کنند و هم هم مجبور به جذب شدن در فرهنگ ویتنامی‌شوند.

پرچم FLC – Front de Libération du Champaکه در طول جنگ ویتنام فعال بود.

در دهه ۱۹۶۰ جنبش‌های مختلفی در ویتنام برای استقلا ایالت چام از این کشور پدید آمد.
نسل‌کشی خمرهای سرخ با هدف حذف اقلیت‌های قومی در ویتنام جان صدها هزار نفر از مردم با وابستگی‌های قومی مختلف را گرفت که چام‌ها نیز بین ۱۰۰ تا ۲۵۰ هزار قربانی دادند.

### قرن ۲۱

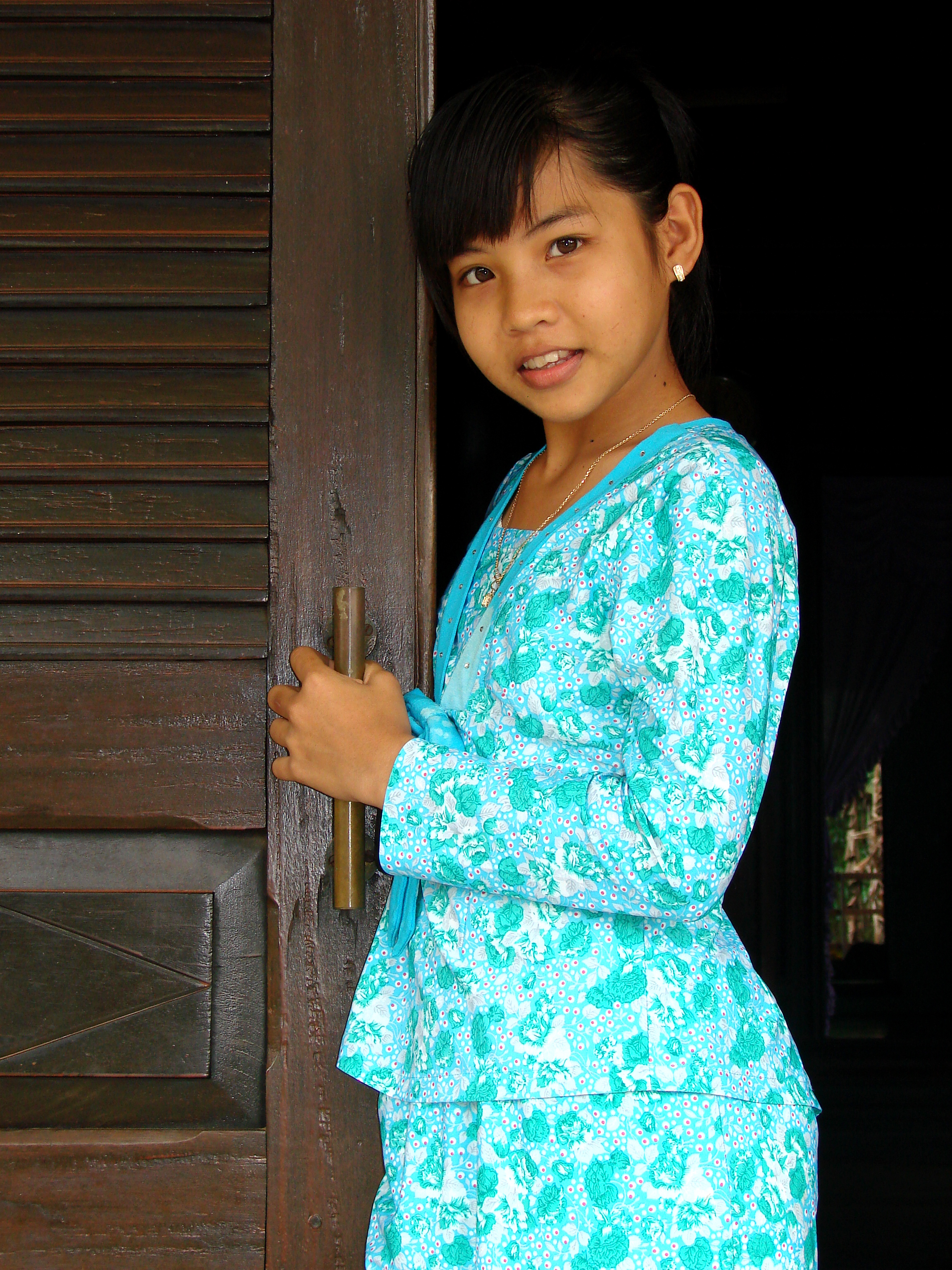
دختر خردسال مسلمان چام در Châu Đốc

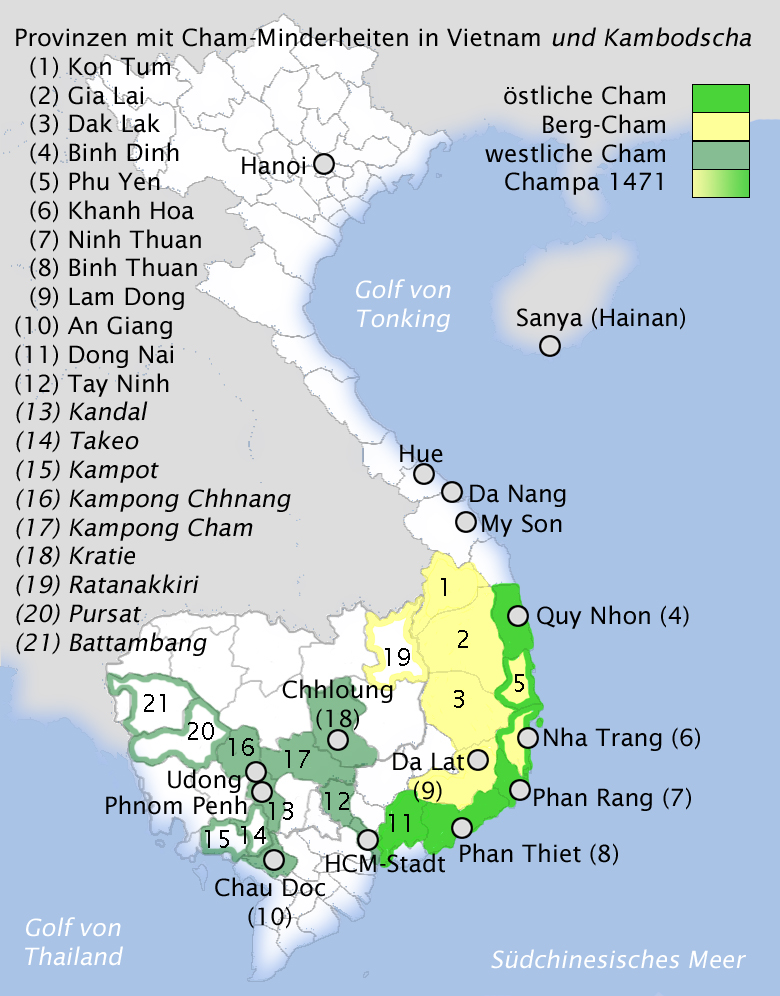
نقشه توزیع چام هادر جنوب شرقی آسیا.

اکثر مردم چام در ویتنام (همچنین به عنوان چام شرق شناخته می‌شود) هندو هستند در حالی که چام‌های کامبوج عمدتاً مسلمان هستند. تعداد کمی از چام م‌های بخش شرقی (ویتنام) پیرو اسلام و به میزان کمتری پیرون مهایانه هستند. تعدادی از چام‌ها در اواخر دهه ۱۹۶۰ در طول جنگ ویتنام به فرانسه مهاجرت کردند.
اکثریت (۸۸٪) از مردم چام مقیم کامبوج مسلمان هستند. 
مسلمان آچه در سوماترای اندونزی فرزندان پناهندگان چام هستند که در قرن ۱۵ از ویتنام گریختند.

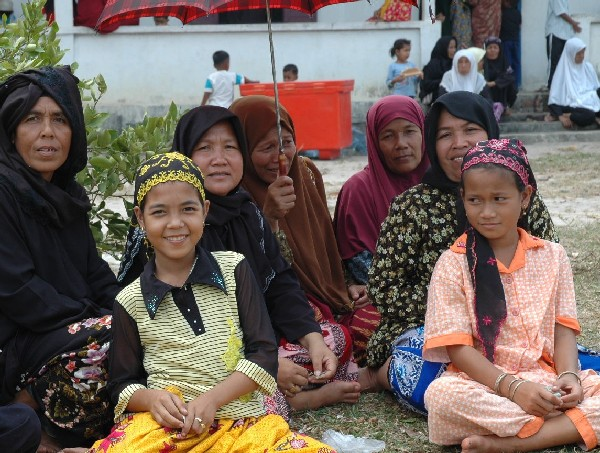
مسلمانان چام در کامبوج

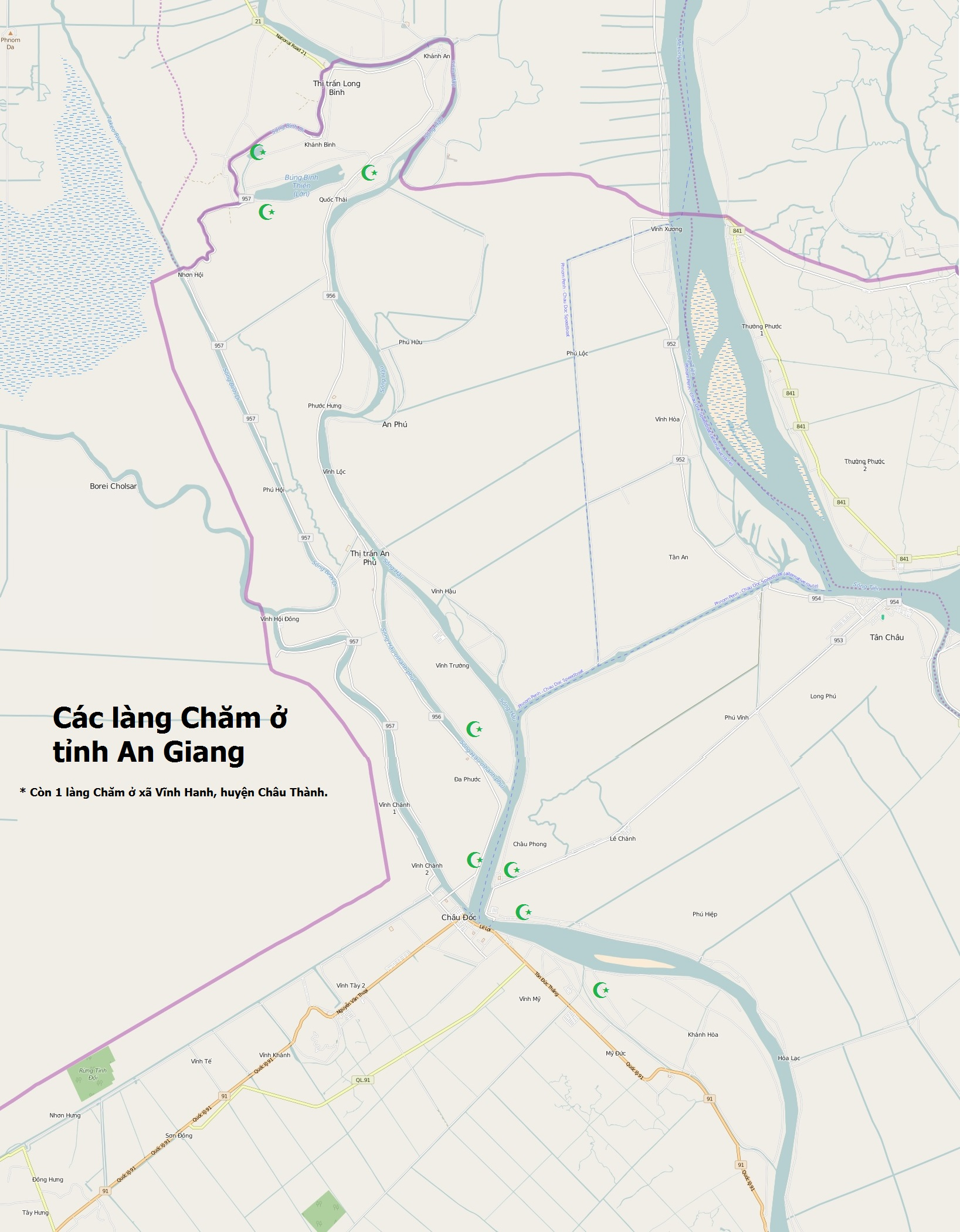

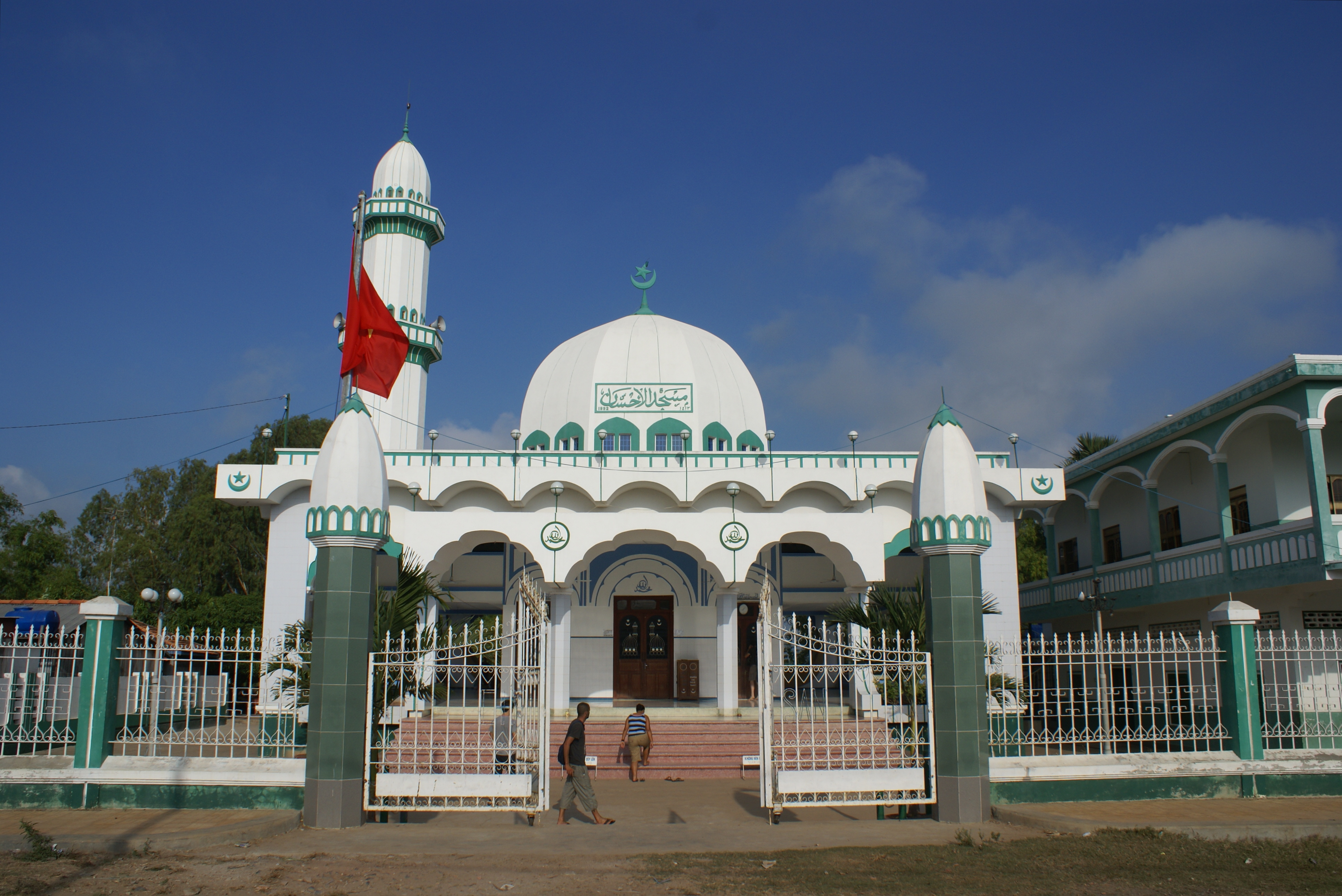
مسجدی در دا فوک استان گیانگ.

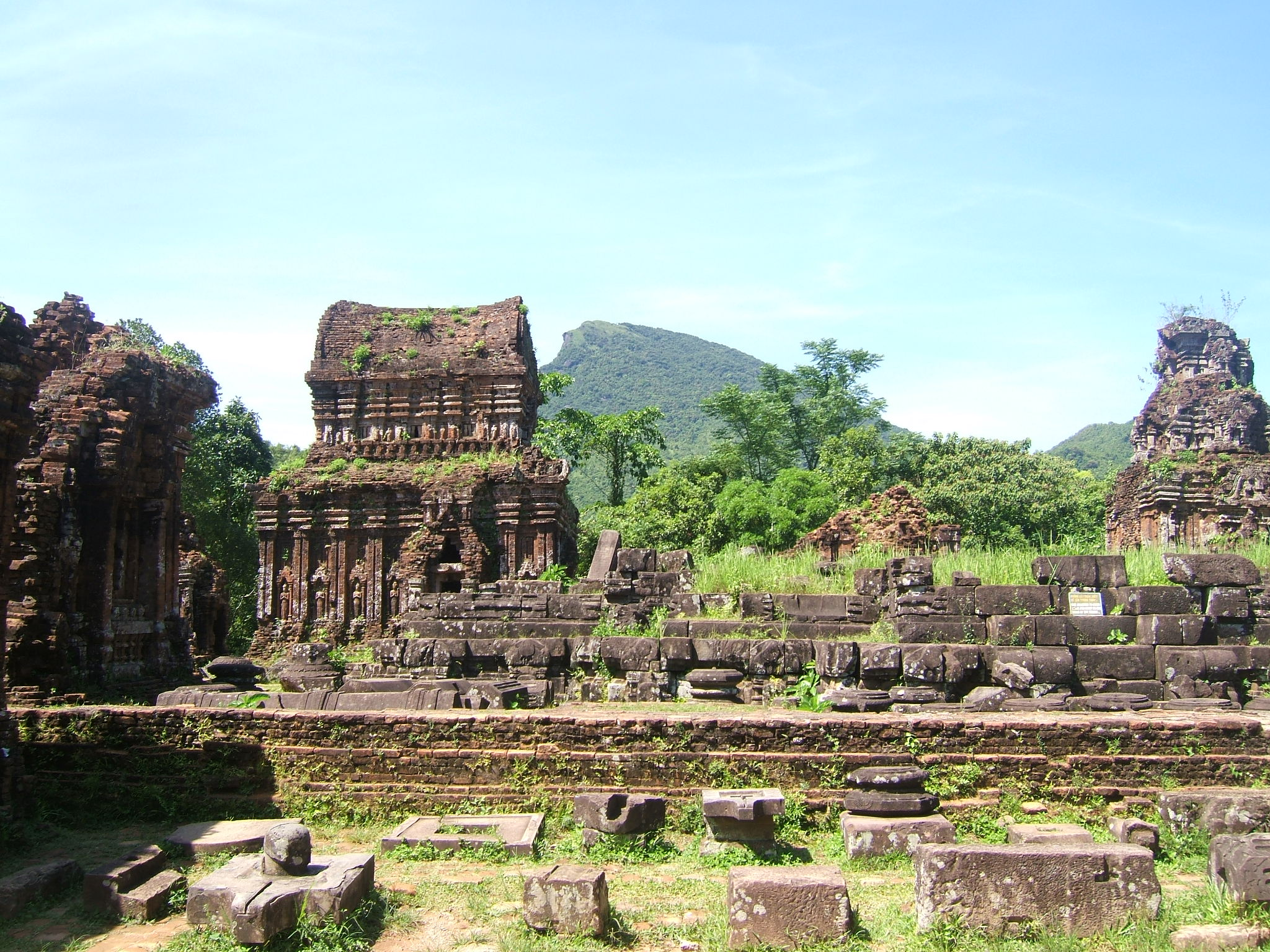
معابد در Mỹ Sơn یکی از مقدسترین مراکز چامها هستند.

## چام‌های مشهور
- Les Kosem - کام رهبر جدایی طلب در FULRO
- موسی Porome - کام فعال حقوق
- P قرآن-Lo T'ou-Ts'iuan
- Amu Nhan متخصص در چم موسیقی
- Chế Bồng Nga, آخرین، قوی، پادشاه چمپا
- Chế Linhویتنامی خواننده
- Dang ننگ تومجسمه ساز و مدیر کام مرکز فرهنگی افزار رنگ، Ninh Thuan استان
- Inrasara (آقای فو تراموا) شاعر و نویسنده
- عثمان حسنکامبوج وزیر امور خارجه در وزارت کار و آموزش فنی و حرفه‌ای